# Esport a Grècia
Grècia, seu dels primers Jocs Olímpics moderns, té una gran tradició en el món de l'esport i ha esdevingut un referent en nombrosos esports en les últimes dècades, especialment en futbol, on la selecció grega va guanyar l'Eurocopa 2004, el major èxit del futbol grec. El mateix any van tenir lloc a Atenes els Jocs Olímpics del 2004, per als quals es van construir i reformar nombroses instal·lacions esportives. Grècia també va ser seu dels Jocs Olímpics d'Estiu de 1896.
Altres esports importants són el waterpolo i el voleibol. Els clubs de futbol grecs són entitats esportives amb seccions en tots aquests esports. El criquet, i l'handbol també són molt populars a Corfú i Veroia respectivament.
Els atletes grecs han guanyat 143 medalles en 15 esports olímpics diferents en els Jocs Olímpics d'Estiu, el que fa de Grècia un dels països amb més medalles per capita.

## Jocs Olímpics d'Atenes del 2004

Logo dels Jocs Olímpics de Atenes 2004

Els Jocs Olímpics d'estiu de 2004, oficialment denominats Jocs de la XXVIII Olimpíada es van celebrar a la ciutat d'Atenes entre els dies 13 i 29 d'agost de l'any 2004. Hi participaren 10.625 atletes (6.296 homes i 4.329 dones) de 201 comitès nacionals, que competiren en 28 esports i 301 especialitats
L'epicentre de l'esdeveniment va ser l'Estadi Olímpic d'Atenes, també conegut com l'Estadi Spirídon Luïs en honor del primer campió de marató. Era la segona vegada que els Jocs eren a la capital grega, després de la primera edició el 1896. El simbolisme de la Grècia clàssica va ser molt destacat. Per a la prova de llançament de pes es van utilitzar les antigues instal·lacions esportives d'Olímpia, a més de donar corones amb fulles de llorer a cadascun dels medallistes. Aquestes corones es donaven, entre altres premis, als Jocs Olímpics de l'antigor. De la mateixa manera, es van poder veure a l'emblema dels Jocs. L'estadi Panathinaiko, on es van celebrar els Jocs de la I Olimpíada Moderna, també va ser una de les seus. Malgrat que els retards de les obres i l'obsessió per la seguretat van crear una relativa incertesa, la competició va transcórrer sense incidents d'importància.
Els jocs van finalitzar el 29 d'agost. La cerimònia de clausura es va fer a l'Estadi Olímpic d'Atenes, on es van inaugurar 16 dies abans. S'estima que l'assistència va ser d'uns 70.000 espectadors.
L'acte va començar amb la participació de músics grecs com ara Kharis Alexiou, Eleftheria Arvanitaki, Dimitra Galani, Giorgos Dalaras i Sakis Ruvàs, i al mateix temps milers d'actors realitzaven espectacles en el terreny. Tot després es van lliurar els premis de l'última competició, la marató masculina.
A continuació, cada país participant va estar representat amb un atleta amb la seua bandera que anava seguit de la resta d'esportistes amb les delegacions i, finalment, es van escoltar els discursos de clausura i els himnes de Grècia i de la Xina. L'alcalde d'Atenes va passar la bandera olímpica al de Pequín i, després d'una petita actuació d'actors xinesos, es van clausurar oficialment els Jocs Olímpics d'Atenes 2004.

## Futbol
La lliga grega de futbol és la competició professional més important del país. Els clubs de futbol més destacats són Olympiakos FC, Panathinaikos, AEK Atenes, PAOK Salònica FC i Aris.
Els primers campionats de futbol a Grècia foren campionats regionals a les àrees d'Atenes i Salònica. Així, el primer campionat que es disputà fou el de la SEGAS (Federació Gimnàstica Helena, a Atenes i El Pireu) entre els anys 1906 i 1912. Als anys vint, es començaren a disputar els Campionats Regionals d'Atenes, d'El Pireu i de Macedònia. La temporada 1927-28 s'inicià el Campionat grec, que era disputat pels tres campions dels campionats regionals, i que a finals dels anys 30 s'incorporaren clubs d'altres campionats regionals. Finalment, el 1959 s'inicià la Lliga grega de futbol.

## Bàsquet
El segon esport més important és el basquetbol, que és molt popular al país. Grècia va ser un dels huit països fundadors de la Federació Internacional de Bàsquet el 1932. La Federació Hel·lena de Bàsquet, l'organisme que regula aquest esport a nivell nacional, forma part de la FIBA Europa.
La selecció grega guanyà el Campionat d'Europa dos cops els anys 1987 i 2005,